# Lipolyse
 (mai 2016).
Si vous disposez d'ouvrages ou d'articles de référence ou si vous connaissez des sites web de qualité traitant du thème abordé ici, merci de compléter l'article en donnant les références utiles à sa vérifiabilité et en les liant à la section « Notes et références ».

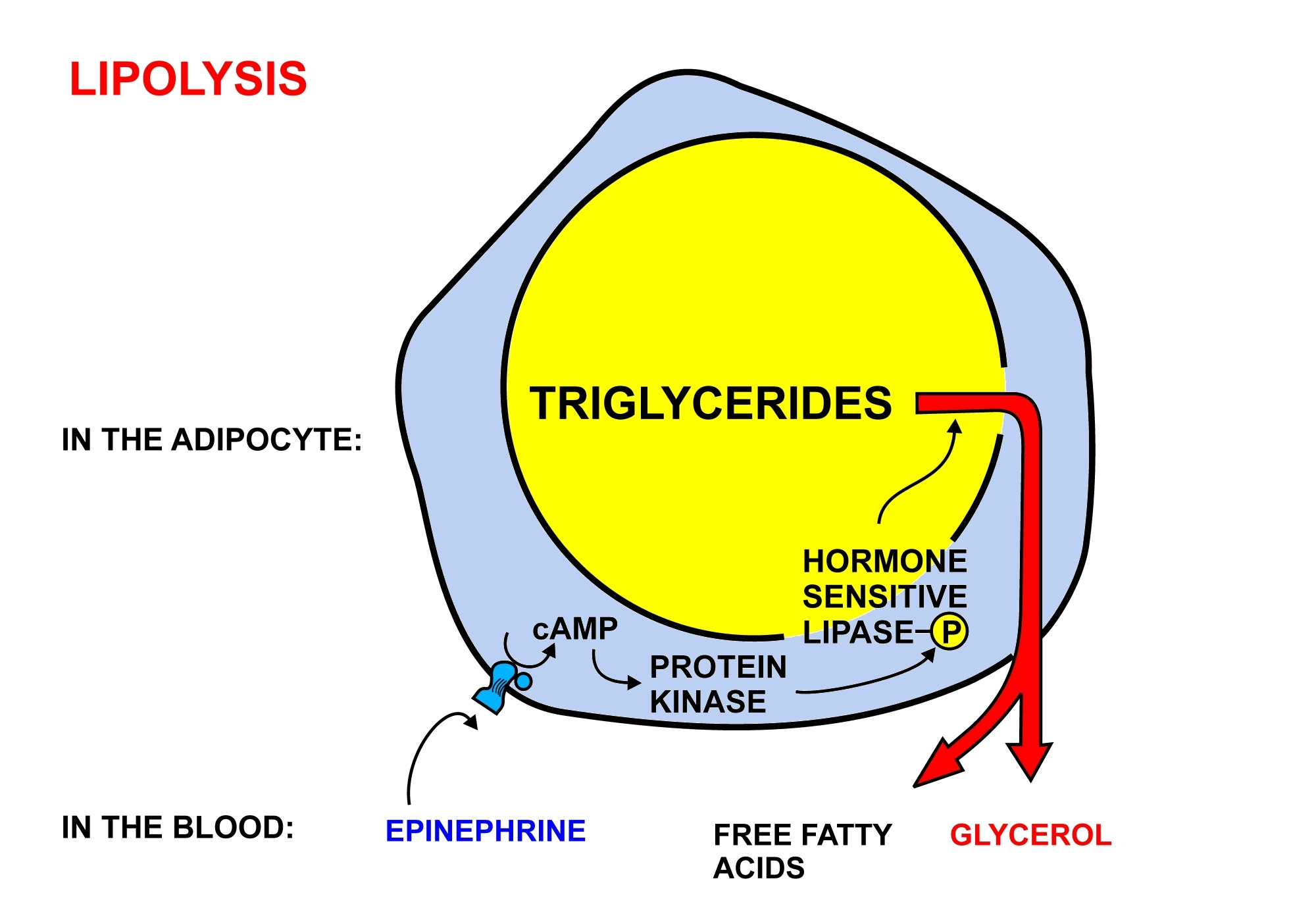
Schéma illustrant la lipolyse d'un triglycéride

La lipolyse est la dégradation des lipides qui conduit à la libération des acides gras estérifiant du glycérol par hydrolyse des glycérides (triglycérides, diglycérides et monoglycérides).

## Présentation
Chez les mammifères, cette réaction est catalysée par des enzymes appelées lipases, qu'on trouve dans divers tissus tels que le pancréas, les intestins, le tissu adipeux. Elle est stimulée par des hormones telles que l'adrénaline, la noradrénaline, la ghréline, l'hormone de croissance, la testostérone et le cortisol. Celles-ci activent des récepteurs couplés aux protéines G, lesquels stimulent la production d'AMP cyclique par l'adénylate cyclase, l'AMPc étant un messager secondaire qui active à son tour la protéine kinase A, laquelle active enfin les lipases des tissus adipeux. À l'inverse, les prostaglandines, l'acide nicotinique et les bêta-bloquants tendent à inhiber la lipolyse.
Les lipides sont apportés par le sang aux tissus appropriés — tissus adipeux, muscles, etc. — par des lipoprotéines telles que les VLDL, ou lipoprotéines de très basse densité. Les triglycérides présents sur les VLDL subissent une lipolyse par les lipases des tissus cibles, libérant les acides gras et le glycérol. Les acides gras libérés dans le sang sont alors directement utilisables par les cellules. Ceux qui ne sont pas consommés peuvent se lier à une albumine afin d'être acheminés vers des cellules voisines qui auraient davantage besoin d'énergie. L'albumine du sérum est le principal transporteur d'acides gras dans le sang. Le glycérol est acheminé par le sang jusqu'au foie ou aux reins, où il est converti en glycérol-3-phosphate par la glycérol kinase. Dans le foie, le glycérol-3-phosphate est converti essentiellement en dihydroxyacétone phosphate (DHAP) puis en glycéraldéhyde-3-phosphate avant de rejoindre la glycolyse ou la néoglucogenèse.
Les acides gras issus de la lipolyse sont ensuite métabolisés principalement selon une des deux voies suivantes :
- la β-oxydation : elle a lieu principalement dans les mitochondries et produit de l'acétyl-CoA à travers quatre réactions itératives formant « l'hélice de Lynen ». En présence d'oxygène, l'acétyl-CoA est intégrée au cycle de Krebs et produit du CO2 et de l'énergie sous forme d'ATP ainsi que du pouvoir réducteur sous forme de coenzymes réduites (NADH, Q10H2). La bêta-oxydation peut aussi avoir lieu dans les péroxysomes, elle produit de l'ATP et de la chaleur [7];

- la cétogenèse : elle a lieu dans le foie. En période de jeûne (supérieure à dix-huit heures), le cycle de Krebs ne fonctionne plus car il est détourné pour produire du glucose par la néoglucogenèse. La bêta-oxydation des acides gras, uniques substrats énergétiques du foie, provoque alors l'accumulation d'acétyl-CoA dans les cellules hépatiques. L'acétyl-CoA est alors convertie en corps cétoniques qui sont exportés dans le sang pour être utilisés comme substituts au glucose (cœur/cellules nerveuses). En excès, ils s'évacuent dans l'urine ou s'évaporent par les poumons en provoquant une haleine rance[7].

Par extension de langage, on parle de lipolyse dans certaines techniques de correction de silhouette, visant à réduire le volume d'un bourrelet graisseux disgracieux.